# Рудка (гміна Войнич)
Рудка (пол. Rudka) — село в Польщі, у гміні Войнич Тарновського повіту Малопольського воєводства.
Населення — 171 особа (2011).

## Географія
Селом протікає річка Вєнцкувка.

## Демографія
Демографічна структура станом на 31 березня 2011 року:
|          | Загалом | Допрацездатний вік | Працездатний вік | Постпрацездатний вік |
| -------- | ------- | ------------------ | ---------------- | -------------------- |
| Чоловіки | 84      | 11                 | 61               | 12                   |
| Жінки    | 87      | 20                 | 47               | 20                   |
| Разом    | 171     | 31                 | 108              | 32                   |